# Gaetano Dalla Pria
Gaetano Dalla Pria (Montebello Vicentino, 24 gennaio 1940) è un ex discobolo e allenatore di atletica italiano.
I suoi migliori risultati internazionali sono stati il 1º posto all'Universiade di Porto Alegre nel 1963 e il 2º posto ai Giochi del Mediterraneo di Napoli sempre nel 1963.

## Biografia
Più volte nazionale italiano, indossa per la prima volta la maglia azzurra ai Campionati europei del 1962, a Belgrado.
L'anno successivo vince la medaglia d'oro all'Universiade di Porto Alegre e arriva secondo ai Giochi del Mediterraneo di Napoli.

Nel 1964, complice un problema alla schiena, non prendere parte alle Olimpiadi di Tokyo, nonostante le ottime prestazioni degli ultimi anni.

L'anno dopo prende parte alla Universiade di Budapest e nel 1967 a quella di Tokyo.
Terminata ancora giovane l'attività agonistica, causa i frequenti problemi alla schiena, inizia ad allenare presso vari club per poi entrare nel 1989 all'interno del Consiglio Nazionale della FIDAL, ricoprendo tra le altre cariche anche quella di vicepresidente. Attualmente ricopre la carica di presidente della sezione di Verona dell'Associazione Nazionale Atleti Olimpici e Azzurri d'Italia.

## Palmarès
| Anno | Manifestazione          | Sede         | Evento           | Risultato | Misura  | Note  |
| ---- | ----------------------- | ------------ | ---------------- | --------- | ------- | ----- |
| 1962 | Europei                 | Belgrado     | Lancio del disco | 19° (q)   | 50,71 m |       |
| 1963 | Universiadi             | Porto Alegre | Lancio del disco | Oro       | 51,63 m | [ 2 ] |
| 1963 | Giochi del Mediterraneo | Napoli       | Lancio del disco | Argento   | 52,95 m | [ 2 ] |
| 1965 | Universiadi             | Budapest     | Lancio del disco | 8°        | 51,70 m |       |
| 1967 | Universiadi             | Tokyo        | Lancio del disco | 6°        | 51,40 m |       |

## Campionati nazionali
- 2 volte campione italiano nel lancio del disco (1962, 1964)[3]

1962
- Oro ai Campionati italiani assoluti, lancio del disco - 54,16 m

1963
- Argento ai Campionati italiani assoluti, lancio del disco

1964
- Oro ai Campionati italiani assoluti, lancio del disco - 53,76 m

1965
- Argento ai Campionati italiani assoluti, lancio del disco

1966
- Argento ai Campionati italiani assoluti, lancio del disco - 54,46 m